# Piedra, papel o tijera (película de 2024)
Piedra, papel o tijera —(en inglés: Rock, Paper, Scissors)— es un cortometraje británico de 2024 del director británico-alemán Franz Böhm. Los eventos de la película, según la trama, se desarrollan en el contexto de la una invasión rusa de Ucrania y está basada en hechos reales.
El estreno de la película tuvo lugar en octubre de 2024 en el marco del Festival de Cine de Cortometrajes de Nueva Zelanda "Show Me Shorts 2024". El papel principal en la película fue interpretado por un actor ucraniano Oleksandr Rudynsky.
En febrero de 2025, la película ganó el premio BAFTA al «Mejor cortometraje británico».

## Elenco
- Oleksandr Rudynski — Iván
- Serhiy Kalantay — Bohdan, padre de Iván, cirujano
- Bogdana Kalantay — mujer embarazada
- Yuri Radionov — Mykola, soldado herido [4]
- Milos Luchanko — Andriy, niño ucraniano
- Oleksandr Begma — comandante del aire
- Residentes del búnker:
  - Teresa Elías
  - Naomi Platt
  - Sophie Carson
  - Jacqueline Abbas
  - Camino de Edward James
  - Christine Kelly
  - Gracia Kingston
  - Chelsea Addams
- Soldados rusos:
  - Antón Sebastián —Serguéi, comandante
  - Oleksandr Yatsenko — Anatoli
  - Matt Reeves
  - Ashfaq Lallmamode

## Percepción

### Reseñas de críticos
El crítico de cine ucraniano Ihor Kromf, en la publicación "Livy Bereh", destaca la "atmósfera tensa" de la película, creada gracias al "método de cámara en movimiento" de la directora de fotografía Xien Yu Niu. La actuación de Oleksandr Rudynskyi impresiona, pasando de "la travesura infantil cálida" al "miedo helado". Aunque los paisajes británicos parecen "irrealistas para el paisaje típicamente ucraniano", el contraste entre el búnker y el mundo exterior favorece la narrativa. El final es "trágico en la medida en que solo se puede imaginar", y la película misma es "la personificación de la memoria viva" del soldado ucraniano caído.

## Participación en festivales
- 2024 — Festival de Cine "Show Me Shorts"
- 2024 — Festival de Cortometrajes "Aesthetica"
- 2024 — Festival de Cine de Cambridge
- 2024 — Festival de Cine Urbano Británico
- 2024 — Festival Internacional de Cine de San Luis
- 2024 — Festival de Cine de Norwich
- 2024 — Festival de Cine de Supercortometrajes de Londres

## Premios
El 16 de febrero de 2025, la película ganó el premio BAFTA al mejor cortometraje británico. El actor principal, Oleksandr Rudynsky, al recibir el premio en Londres, se lo dedicó a su amigo fallecido, el actor Yevhen Svitlychny  con las palabras "Dedico este premio a mi amigo Zhenya Svitlychnyi, quien murió en la guerra cinco días antes de que comenzaran las filmaciones. También a todos aquellos que defienden mi país y lo hacen independiente. Muchas gracias a BAFTA y ¡Gloria a Ucrania!  . Sus palabras en la entrega de premios fueron escuchadas no sólo por el público, sino también por estrellas de cine mundiales. "Estás ahí de pie en el escenario, ves a Timothée Chalamet o Adrien Brody frente a ti, y Kate Winslet se acerca a ti y te agradece". — Rudynsky compartió en una entrevista con TSN . También dijo que recibió muchas palabras de apoyo con respecto a Ucrania: “Kate Winslet compartió que está muy conmovida por lo que está sucediendo en Ucrania en este momento”.
La música de la película fue nominada a un premio "Hollywood Music in Media Awards" en 2024.